# Comparettia splendens
Comparettia splendens är en orkidéart som beskrevs av Rudolf Schlechter. Comparettia splendens ingår i släktet Comparettia, och familjen orkidéer.
Artens utbredningsområde är Bolivia. Inga underarter finns listade i Catalogue of Life.